# Karsten Thielker
Karsten Thielker (12. listopadu 1965 Bergisch Gladbach – 3. října 2020 Berlín) byl německý fotograf a novinář oceněný Pulitzerovou cenou. Narodil se 12. listopadu 1965 v Bensbergu a zemřel 3. října 2020 na rakovinu jícnu v Berlíně. Thielker se zaměřoval především na výstavní design, fotografii a fotožurnalistiku.

## Životopis
Zpočátku se zajímal o cestovní fotografii; ale během práce pro Associated Press během dokumentování jugoslávské války přešel k válečnému žánru. Vnímal to jako příležitost cestovat a ověřit si své možné reakce v extrémních situacích, a tak této situace využil: začala jeho kariéra v konfliktních zónách.
Na nejznámější Thielkerově fotografii jsou rwandští uprchlíci, kteří odvádějí vodu zpět do tábora v Tanzanii, a která v roce 1995 získala Pulitzerovu cenu. V té době dokumentoval drtivou občanskou válku Hutuů a Tutsů spolu s Jaqueline Artz, Javierem Bauluzem a Jean-Marcem Bouju.
Jeho práce byly vystaveny v různých evropských zemích, v Mexiku a v Nigérii. Vedl také workshopy pro Goetheho institut v Laosu v Nigérii a Guadalajara v Mexiku.
Thielker v letech 1981 až 1990 pracoval pro Rhein-Zeitung a pro Associated Press v letech 1990 až 1996  a jako nezávislý fotograf z Berlína od roku 1997. Je o něm známo, že je jedním z těch fotografických novinářů, kteří pracovali obklopeni konfrontací se smrtí, etickými problémy a důsledky, kterých byl svědky při pořizování reportáží z konfliktních zón.
Thielker také poskytoval konzultace pro deník Tageszeitung a pro internetovou databázi obrázků Internet Image Database (www.piaxa.com).

## Ocenění
- 1995: Pulitzerova cena.[2]
- 2002: Platz Rückblende.[3]